# Prettingen
Prettingen är en ort i Luxemburg.   Den ligger i distriktet Luxemburg, i den centrala delen av landet, 12 kilometer norr om huvudstaden Luxemburg. Prettingen ligger 222 meter över havet och antalet invånare är 101.
Terrängen runt Prettingen är varierad. Prettingen ligger nere i en dal.  Runt Prettingen är det mycket tätbefolkat, med 1 135 invånare per kvadratkilometer.. Närmaste större samhälle är Luxemburg, 11,8 kilometer söder om Prettingen. 
I omgivningarna runt Prettingen växer i huvudsak blandskog.